# Šilutė
Šilutė (anciennement Šilokarčiama, en allemand : Heydekrug, en samogitien : Šėlotė) est une ville du nord-ouest de la Lituanie, de l'apskritis de Klaipėda. Elle est située à 50 km au sud de Klaipėda. Sa population est de 14 968 habitants au recensement de 2020.

## Histoire
La ville se développa à partir d'une auberge, en allemand anciennement Krug, se trouvant dans la lande, en allemand Heide, anciennement orthographié Heyde. L’étymologie du nom de la ville est donc la suivante : l'auberge dans la lande. L'endroit devint au fil du temps le plus grand marché entre Memel et Tilsit, servant de lieu d'échange de marchandises, d'information et de lieu de contact entre les Germains et les Baltes coexistant alors en province de Prusse-Orientale. Plusieurs noms existaient aussi parallèlement pour l'endroit : en allemand le nom de Heydekrug était utilisé, le nom samogitien était Šėlotė (qui donna le nom lituanien Šilutė) ou encore Szillokarszmo en borusse. Les derniers noms cités tirent leurs origines du nom de la rivière traversant la ville, aujourd'hui nommée Šyša (lt).
La ville, sous le nom d'Heydekrug, faisait partie de 1808 à 1945 du district de Gumbinnen au nord-est de la province de Prusse-Orientale et était elle-même le chef-lieu d'un arrondissement portant son nom de 1818 à 1945. En 1923, Heydekrug devint lituanienne à la suite de la prise de contrôle du Territoire de Memel par des partisans lituaniens. La ville, ainsi que tout le Territoire de Memel, redevinrent allemands en 1939 après de fortes pressions de la part du Troisième Reich.
En 1945, à la suite de la défaite du Troisième Reich, la ville fut redonnée à la Lituanie, qui faisait alors partie de l'URSS, et renommée en Šilutė.

## Économie
La ville, qui occupe une position centrale dans la région, a des infrastructures bien développées. On peut trouver un théâtre, un musée, trois églises, un petit nombre d'hôtels, et de nombreux cafés, restaurants et bars. Il y a également quelques grandes entreprises ayant une production industrielle :
- Šilutės Rambynas (depuis 1842), production de beurre et de fromage à partir du lait collecté dans les fermes de la région ;
- Šilutės Baldai (depuis 1890), production de meubles, dont 90 % est vendue à l'étranger ;
- Šilutės Durpės (depuis 1882), transformation de tourbe ; l'entreprise en exporte chaque année plus de 50 000 m³.

L'industrie est essentiellement orientée vers la transformation de matières premières issues du secteur agricole.
Afin d'accélérer les investissements dans la ville, le conseil régional offre des primes permettant de diminuer la taxe foncière.

## Jumelages
- Ljungby (Suède)
- Nakskov (Danemark)
- Emmerich am Rhein (Allemagne)
- Ostróda (Pologne)
- Slavsk (Russie)

## Climat
| Mois                              | jan. | fév. | mars | avril | mai  | juin | jui. | août | sep. | oct. | nov. | déc. | année |
| --------------------------------- | ---- | ---- | ---- | ----- | ---- | ---- | ---- | ---- | ---- | ---- | ---- | ---- | ----- |
| Température minimale moyenne (°C) | −6,8 | −6,3 | −2,9 | 1,6   | 6,4  | 10,2 | 12   | 11,5 | 8,3  | 4,7  | 0,8  | −3,9 | 3     |
| Température moyenne (°C)          | −3,8 | −3,3 | 0,3  | 5,7   | 11,7 | 15,3 | 16,7 | 16,3 | 12,4 | 8    | 2,9  | −1,1 | 6,8   |
| Température maximale moyenne (°C) | −1,3 | −0,4 | 3,9  | 10,5  | 17,3 | 20,7 | 21,6 | 21,2 | 17   | 11,5 | 5,3  | 1,1  | 10,7  |
| Précipitations (mm)               | 48   | 34   | 39   | 37    | 48   | 65   | 95   | 93   | 96   | 83   | 91   | 68   | 701   |

## Personnages liés à la ville
- Hermann Sudermann (1857-1928), écrivain allemand né à Macikai ;
- Katharina Szelinski-Singer (1918-2010), sculptrice allemande ;
- Cornell Borchers (1925-2014), actrice allemande ;
- Alexandra (Doris Nefedov) (1942-1969), chanteuse allemande ;
- Zigmantas Balčytis (1953-), économiste et homme politique lituanien né à Juodžiai ;
- Remigijus Valiulis (1958-2023), athlète lituanien ;
- Romas Ubartas (1960-), champion olympique et d'Europe du lancer du disque né à Panevėžys[Information douteuse] ;
- Raimondas Rumšas (1972-), cycliste lituanien ;
- Mindaugas Timinskas (1974-), basketteur lituanien.

## Honneur
L'astéroïde (319601) Silute est nommé en son honneur.